# Agrypon megahemicyclon
Agrypon megahemicyclon là một loài tò vò trong họ Ichneumonidae.